# 바다 오르간

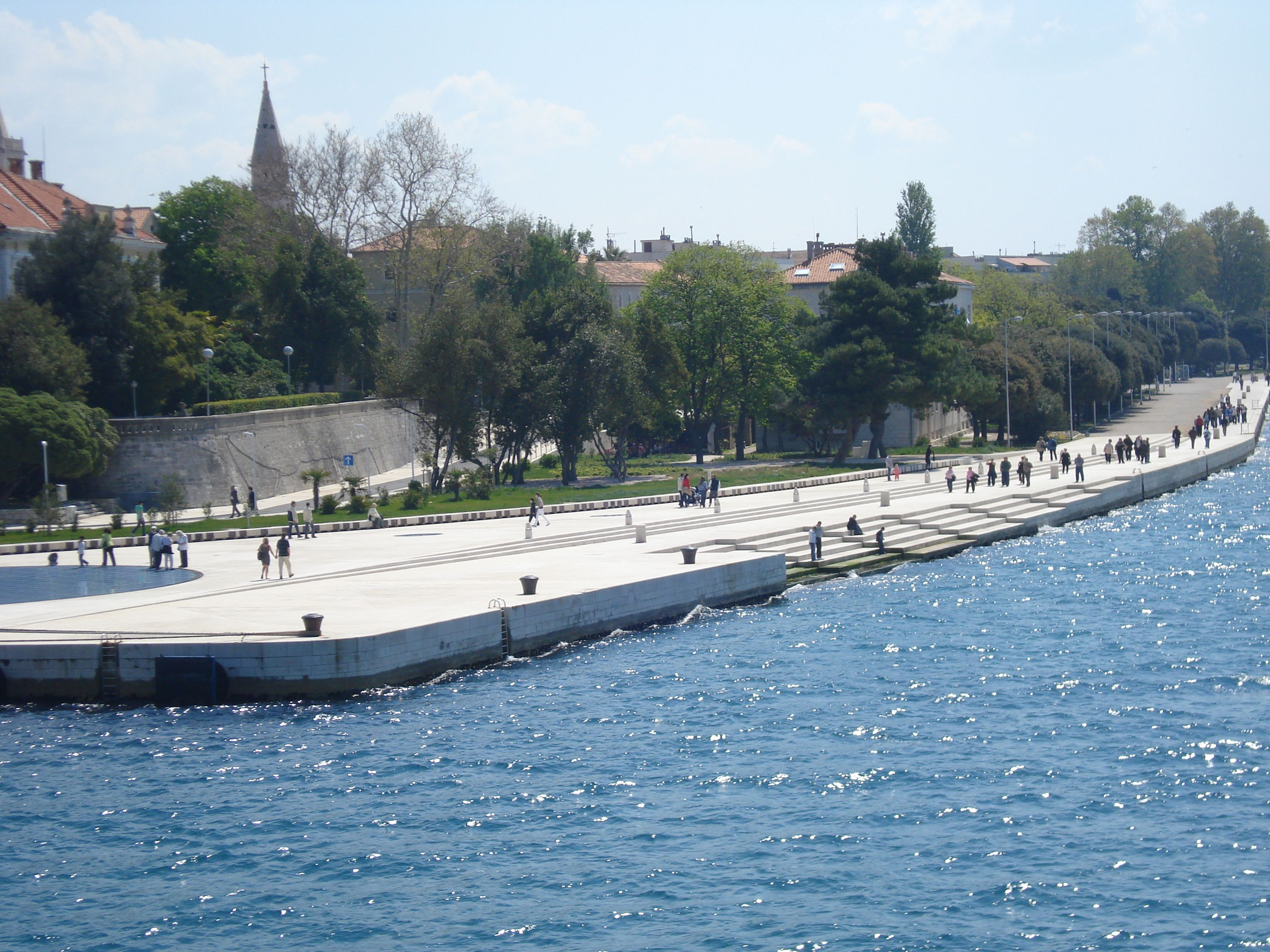

바다 오르간(Sea organ, 크로아티아어: Morske orgulje)은 크로아티아 자다르에 위치한 건축 음향 예술품이자 실험적인 악기이다. 큰 대리암 계단 아래에 있는 파도와 튜브를 통해 음악을 연주한다.

## 역사
제2차 세계 대전으로 인해 파괴된 자다르를 복구하기 위해 혼란스러운 재건 작업이 진행되었다. 광적인 재건축으로 인해 해안가의 대부분이 단조로운 콘크리트 벽으로 바뀌었다.
이 장치는 새로운 도시 해안(Nova rive) 재설계 프로젝트의 일환으로 건축가 니콜라 바시치에 의해 제작되었으며 2005년 4월 15일 대중에게 공개되었다. 파도는 오르간과 상호 작용하여 다소 무작위이지만 조화로운 소리를 생성한다. 바시치에는 또한 인근의 태양 기념비를 디자인했다.
바다 오르간은 관광객과 현지인 모두를 매료시켰다. 물로 이어지는 흰색 대리석 계단은 나중에 지어졌다. 보호하고 초대하는 이 계단 아래에는 폴리에틸렌 튜브와 공명 공동 시스템이 숨겨져 있다.
2006년 바다 오르간은 제4회 유럽 도시 공공 공간상에서 엑스에쿼(ex-aequo) 상을 수상했다.